# 今町ジャンクション
今町ジャンクション （いままちジャンクション）は、石川県金沢市の国道8号・国道159号・国道249号上にある金沢バイパス、津幡バイパスおよび金沢東部環状道路（通称・山側環状）とが交わるジャンクション。

## 概要
- 津幡バイパスと金沢バイパス、および山側環状の双方向が立体交差で接続している。これら3つのバイパスの起点でもあるが、金沢バイパスと山側環状は立体交差で接続されていない。花園高架橋と今町跨線橋の間にあり、平面で交差している今町交差点を介して行き来することができる。
- 金沢バイパスおよび津幡バイパスの開通以前はIRいしかわ鉄道線より東側の道路（現在の石川県道215号森本津幡線）を国道8号・国道159号・国道249号の重複区間として国道に指定して、河北郡津幡町にある津幡検問所前交差点（平面交差）で分岐していた。
- このジャンクションには金沢外環状道路の海側幹線との接続も計画されている。開通すると金沢市の通過交通を金沢外環状道路にわけ、金沢バイパスや市中心部の慢性的な渋滞を緩和するものとみられている。

## 道路
- 国道8号 ・国道159号・国道249号 津幡バイパス
- 国道8号 金沢バイパス
- 国道159号・国道249号 金沢外環状道路山側幹線（金沢東部環状道路、通称・山側環状）

## 周辺
- 森下川

## 隣
国道8号・国道159号・国道249号津幡バイパス
今町IC - 今町JCT
国道8号金沢バイパス
今町JCT - 福久東交差点 - 福久交差点 - 福久南交差点 - 金沢東IC
国道159号 ・国道249号金沢外環状道路（金沢東部環状道路）
今町JCT - 梅田IC

## 案内表示
- （新潟・七尾方面から）：←国道159号 金沢市街 鳴和 金沢森本IC / 国道8号↑ 小松 白山 金沢東IC
- （京都・小松方面から）：← 倶利伽羅 山側環状 金沢森本IC / 国道8号↑：七尾 高岡 津幡 能登有料
- （鈴見・山科方面から）：← 倶利伽羅 / 国道8号↑：七尾 津幡 能登有料

※倶利伽羅への流出には国道や県道番号が標示されていない。